# Јарослављево дворишче
Јарослављево дворишче (рус. Ярославово Дворище) представља историјски и архитектонски комплекс настао у периоду између X и XI века у граду Великом Новгороду, на северозападу европског дела Руске Федерације. Локалитет се налази на десној обали реке Волхов насупрот Новгородског кремља, где су се налазиле најважније пијаце у доба Новгородске кнежевине, док се у периоду постојања Новгородске републике ту често састајало Новгородско веће.
Локалитет је добио име по новгородском и кијевском кнезу Јарославу Мудром а у старим летописима локалитет је био познат и као Јарослављев двор (рус. Ярославов двор), док се међу локалним становништвом означавао једноставно као Књажев двор (рус. Княжеский двор). Након што је 1136. године кнежев двор премештен из града у оближње Рјуриково городишче на подручју Јарослављевог дворишча често су се одржавале седнице новгородског већа на којима се одлучивало о најважнијим питањима везаним за Новгородску републику. Веће је судећи према историјским списима углавном заседало на тргу површине не већем од 2.000 м² испред Никољског саборног храма. Никољски сабор који је грађен у периоду између 1113. и 1136. године и представља другу најстарију грађевину на подручју данашњег Новгорода, одмах после саборне цркве Свете Софије.
Цео локалитет Јарослављевог дворишча данас се налази на листи културног наслеђа Руске Федерације где је заведен под бројем 5310046000, а такође се као део Историјског центра Новгорода и околине налази на листи Светске баштине Унеска.
- Никољски сабор
- Средњовековна новгородска пијаца на Дворишчу (слика Аполинарија Васнецова из 1909)
- Куле некадашњег дворишчењског хотела